# Guido Schmezer
Guido Schmezer (* 28. Dezember 1924 in Olten; † 19. September 2019 in Bern) war ein Schweizer Schriftsteller, der vorwiegend unter seinem Pseudonym Ueli der Schreiber bekannt war.

## Leben
Schmezer arbeitete nach seinem mit der Promotion abgeschlossenen Philologiestudium als Gymnasiallehrer, für das Schweizer Radio DRS und die Zeitschrift Nebelspalter. 1967 berief ihn Reynold Tschäppät zum Informationschef der Stadt Bern. Von 1975 bis 1989 war er Leiter des Stadtarchivs Bern.
Der Journalist Ueli Schmezer ist sein Sohn.

## Werke
Bücher:
- Das poetische Genus in den Gedichten von Matthew Arnold und A. H. Clough. Diss. Bern 1952.
- Ein Berner namens... 7 Bände. Nebelspalter, Rorschach 1961–1980.
  - Sonderausgabe in einem Band: 111 x Ein Berner namens... Nebelspalter, Rorschach 1990.
    - Neuausgabe als: Ein Berner namens... 130 Verse. Zytglogge, Oberhofen 2008, ISBN 978-3-7296-0756-9.
- Bern für Anfänger. Diogenes, Zürich 1962.
- Lob der Langsamkeit. Haupt, Bern 1969.
- 100mal Bärner Platte. Prosabeiträge aus dem «Nebelspalter». Benteli, Bern 1972.
- Berner Türen und Tore. Haupt, Bern 1980.
- Fünfzig Jahre Bern in Blumen. Der Bund, Bern 1987.
- Bern 1939. Ein Jahr Stadtgeschichte im Schatten des Weltgeschehens. Haupt, Bern 1989.
- 50 Jahre Zunftgesellschaft zu Schmieden. ADD-Design, Bern 1995.
- Hundert Jahre Burgerkommission der Burgergemeinde Bern 1889–1989. Burgergemeinde Bern, Bern 1992.
- 125 Jahre «Spysi» – Speiseanstalt der Untern Stadt Bern. Bern 2002.

Radiosendungen:
- Das Kaleidophon. Samstagabend-Unterhaltungsmagazin. 21 Ausgaben. DRS 1955–1960.
- Radio-Wettbewerb. 15 Ausgaben. DRS 1955–1962.

Übersetzung:
- David Severn: Rund um den Galgenwald. Eine fröhliche Abenteuergeschichte aus England. Sauerländer, Aarau 1947.